# Каркас безопасности
Каркас безопасности — пространственная конструкция, предназначенная для предотвращения серьезной деформации кузова в случае столкновения или переворота автомобиля.
Дуга безопасности — самый простой вид каркаса безопасности, дуга над головой водителя, соединённая с силовыми конструкциями. Применяются в автомобилях с открытыми кабинами (кабриолетах, гоночных болидах), а также в мотоциклах для защиты ног.

## Устройство

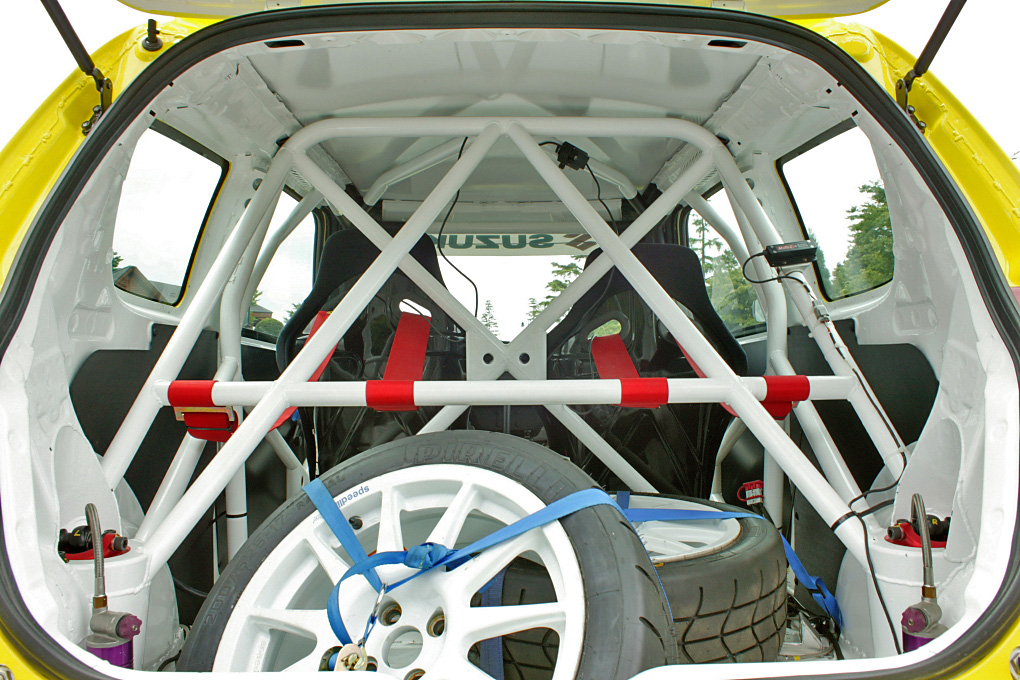
Спортивный каркас безопасности установленный на Suzuki Swift

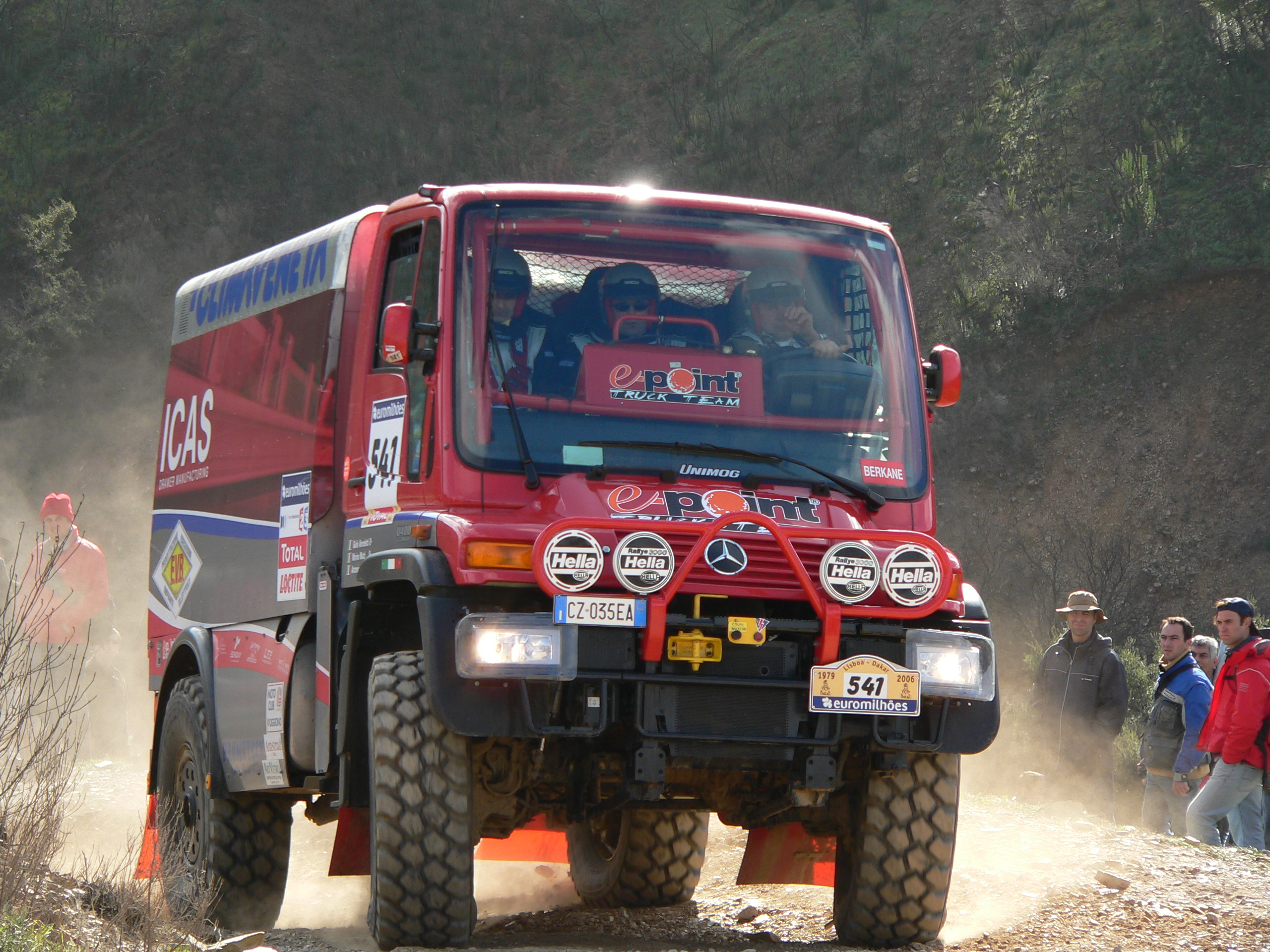
Unimog с интегрированным каркасом безопасности 2006 Dakar Rally

Каркас безопасности — это ферменная конструкция из стальных труб, собранная внутри автомобиля и прикрепленная изнутри к кузову, которая должна сохранить жизненное пространство для экипажа автомобиля в случае аварии, также он используется для продольного усиления жёсткости кузова.
В зависимости от сложности конструкции каркаса возможны различные варианты усиления. Начиная от простого — бугеля-арки над головами водителя и пассажира, и заканчивая сложным — пространственным скелетом, объединяющим в одну силовую структуру чашки передней и задней подвески, пороги и боковины, а также клетку безопасности самого салона. В обязательном порядке каркас применяют в целях уменьшения деформации крыши при опрокидывании автомобиля и для предотвращения тяжёлых травм и сохранения жизни водителя и пассажиров.
Применяется в основном в автоспорте и зависит от регламента конкретного вида соревнования. Для получения максимальной жёсткости в соревнованиях используют сварной каркас безопасности вместо серийного.

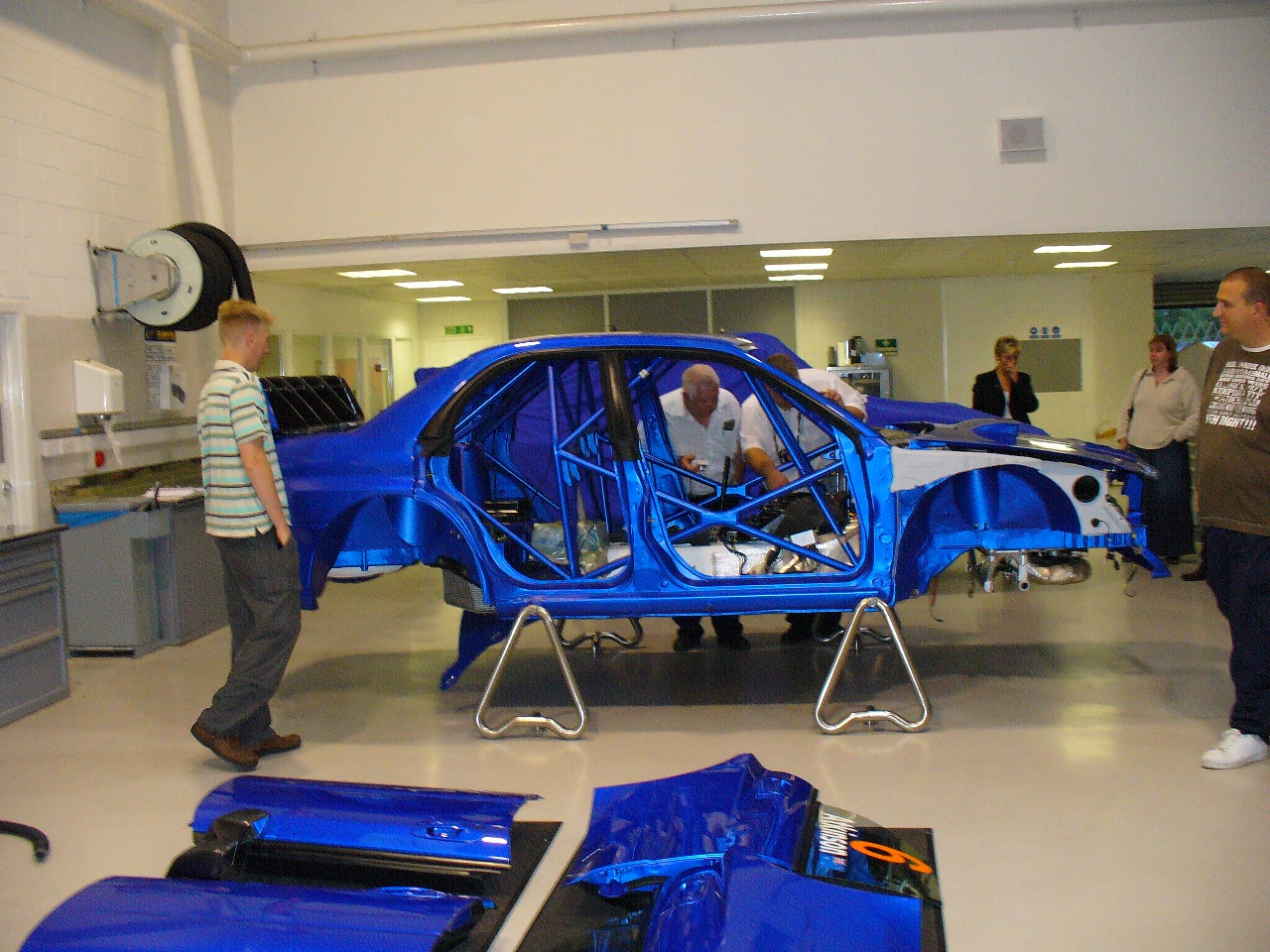
Кузов гоночного автомобиля с интегрированным каркасом безопасности
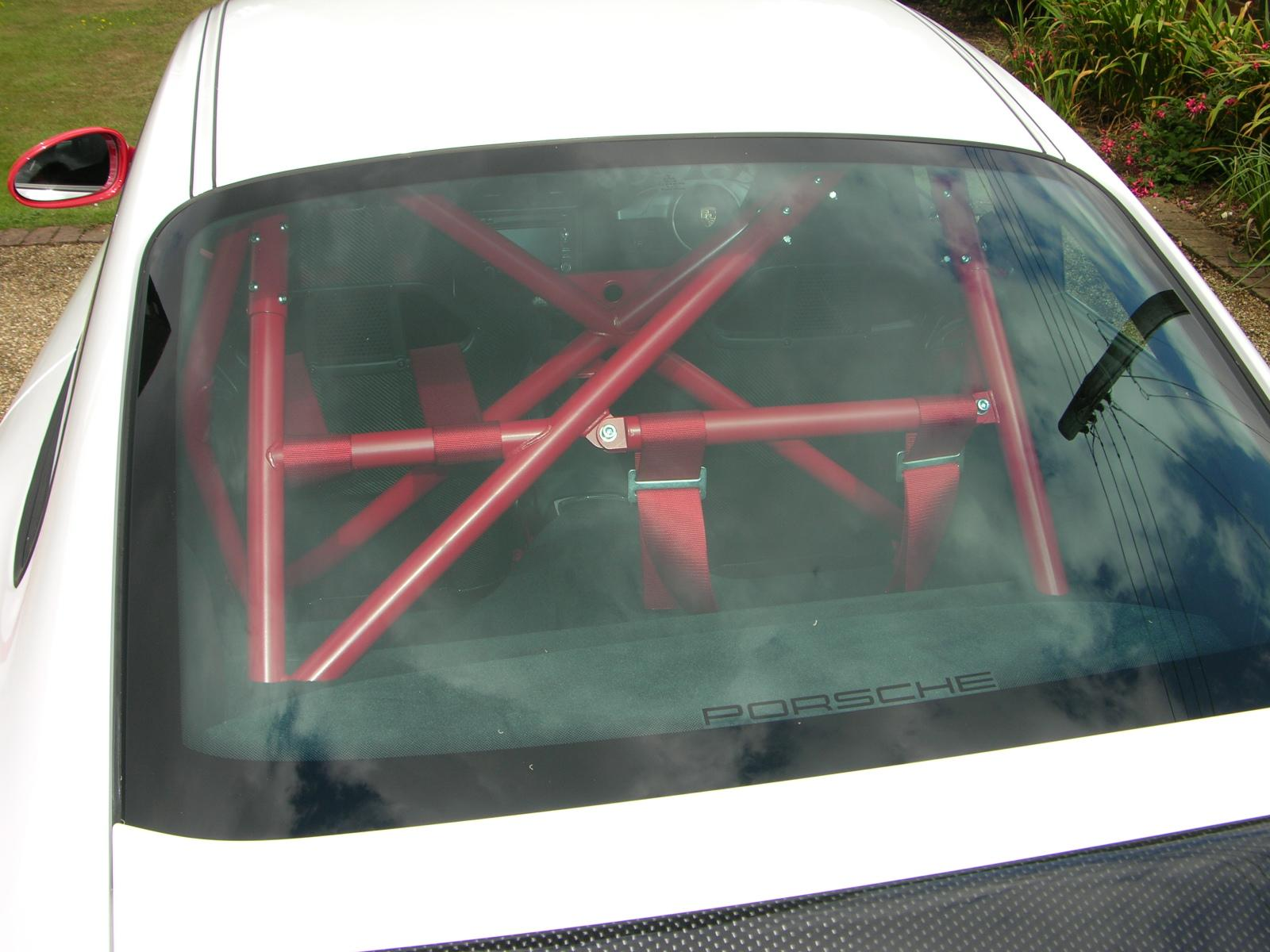
Каркас безопасности в Porsche 997 GT3 RS.